# استان آندرس ایبانز
استان آندرس ایبانز (به اسپانیایی: Provincia Andrés Ibáñez) یکی از استان‌های بولیوی در بولیوی است که در شهرستان سانتا کروز (بولیوی) واقع شده‌است. استان آندرس ایبانز ۴٬۸۲۱ کیلومتر مربع مساحت و ۱٬۲۶۰٬۵۴۹ نفر جمعیت دارد و ۴۱۶ متر بالاتر از سطح دریا واقع شده‌است.